# NGC 4495
NGC 4495 ist eine Spiralgalaxie mit aktivem Galaxienkern vom Hubble-Typ Sab im Sternbild Haar der Berenike am Nordsternhimmel. Sie ist schätzungsweise 204 Millionen Lichtjahre von der Milchstraße entfernt und hat einen Durchmesser von etwa 85.000 Lj.
Im selben Himmelsareal befinden sich u. a. die Galaxien NGC 4514, IC 3402, IC 3441, IC 3451.
Die Supernovae SN 1994S, SN 2010lo und SN 2011ca wurden hier beobachtet.
Das Objekt wurde am  13. März 1785 vom deutsch-britischen Astronomen William Herschel entdeckt.